# Caló Blanc
Caló Blanc està situada a la costa sud de Menorca, coneguda també com la zona de Xaloc.
Es troba al municipi de Sant Lluís, la urbanització de Cap d'en Font i a l'oest de la Cala de Binissafúller.
És considerada la platja més petita de Menorca, tot i que hi ha vegades que no té sorra degut a les corrent marines.
És una petita cala en forma de U envoltada de roques de baixa altura i acaba amb una petita platja de sorra de 5 metres d'ample per 10 de llarg, quan es pot veure amb la sorra que posseeix freqüentment.
La seva aigua és totalment cristal·lina, d'un color turquesa que contrasta amb les roques i la sorra blanca.
És una platja ideal per nedar i fer snorkeling per conèixer la fauna marina, encara que a l'estiu sempre trobarem barques.
Hi ha un petit pàrquing, que està a dos minuts de la platja caminant. Té accés marítim, però s'ha de vigilar amb les lloses de Cap d'en Font.
No té servei de creu roja ni de salvament. És una petita cala molt agradable on passar un magnífic dia.